# 欧布里沃 (上马恩省)
欧布里沃（法語：Auberive，法語發音：[obʁiv]）是法国上马恩省的一个市镇，属于朗格勒区。

## 地理
欧布里沃（47°47'13"N, 5°3'43"E）面积70.64 平方千米，位于法国大東部大區上马恩省，该省份为法国东北部内陆省份，北起马恩省和默兹省，西接奥布省，西南接科多尔省，东南接上索恩省，东临孚日省。
与欧布里沃接壤的市镇（或旧市镇、城区）包括：热尔迈讷、佩罗涅莱方丹、普拉莱、罗什塔耶、鲁埃勒、瓦扬、维拉尔-桑特诺日、维特里昂蒙塔涅、维韦、瓦西讷、阿普雷、欧热尔、奥布河畔拜、上科尔米耶、库尔塞勒昂蒙塔涅。

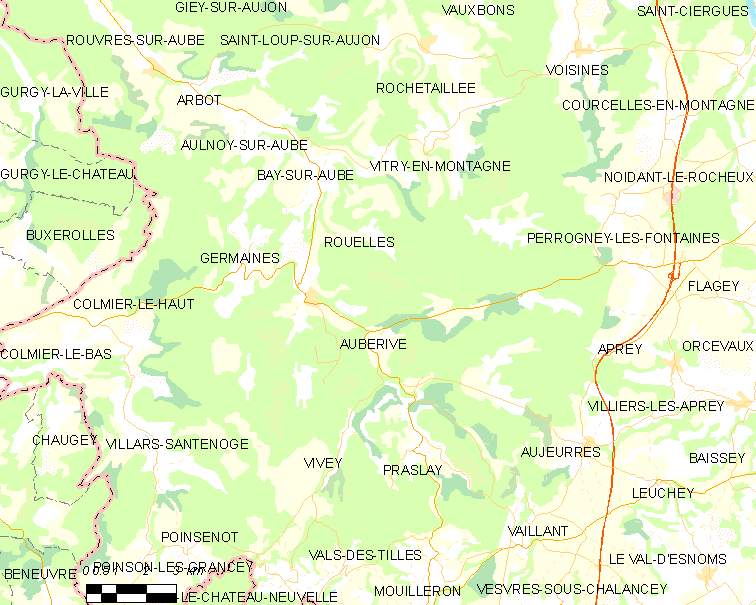
的OSM定位图

欧布里沃的时区为UTC+01:00、UTC+02:00（夏令时）。

## 行政
欧布里沃的邮政编码为52160，INSEE市镇编码为52023。

## 政治
欧布里沃所属的省级选区为维勒居西安勒拉克县。

## 人口

1962-2008年间人口变化图示

欧布里沃于2022年1月1日时的人口数量为156人。